# Trichoscarta similis
Trichoscarta similis är en insektsart som beskrevs av Schmidt 1910. Trichoscarta similis ingår i släktet Trichoscarta och familjen spottstritar. Inga underarter finns listade i Catalogue of Life.